# Robert Miller (militare)
Staff Sergeant Robert James Miller (Harrisburg, 14 ottobre 1983 – Bari Kowt, 25 gennaio 2008) è stato un militare statunitense.
A seguito delle sue azioni durante la guerra in Afghanistan, Miller è stato decorato con la medaglia di onore alla memoria.

## Biografia
Robert Miller nacque il 14 ottobre 1983 ad Harrisburg, Pennsylvania. In seguito la sua famiglia si trasferì a Wheaton, nell'Illinois, dove trascorse la sua adolescenza e si diplomò, nel 2002, alla locale Wheaton North High School. Dopo un anno alla University of Iowa, si arruolò nell'esercito il 14 agosto 2003 come un candidato per la selezione dei Berretti Verdi. Il 6 gennaio del 2004, Miller completò l'addestramento di base della fanteria e la scuola di paracadutismo a Fort Benning, Georgia, seguito dal corso di qualificazione per le Forze Speciali il 26 settembre ed il corso di sergente armiere per le Forze Speciali il 4 marzo 2005. In seguito al ricevimento dello Special Forces Tab e aver completato il corso di lingua francese per le operazioni speciali fu promosso a sergente e, nello stesso anno, venne assegnato come esperto in armamenti alla Compagnia A, 3º Battaglione del 3º Gruppo Forze Speciali di Fort Bragg, Carolina del Nord.
Tra l'agosto 2006 ed il marzo 2007 Miller ebbe il suo primo dispiegamento oltremare, come parte del contingente statunitense in Afghanistan; qui gli fu attribuita la Army Commendation Medal al valore per eroismo in combattimento e la promozione al grado di Staff Sergeant. Nell'ottobre dello stesso anno fu inviato nuovamente in Afghanistan per un secondo dispiegamento. Il 25 gennaio 2008, durante un'operazione di pattuglia sul confine afghano-pakistano in congiunzione con truppe dell'esercito nazionale afghano, la sua unità finì sotto il fuoco di un gruppo di ribelli talebani. Robert Miller, dotato di una mitragliatrice leggera M249, si mosse in avanti per coprire lo sganciamento dei suoi compagni ed attirando sopra di sé il fuoco di più di cento insorti, e, nonostante fosse stato ferito, riuscì in tal modo a salvare la vita dei componenti della sua pattuglia e dei 15 soldati afghani ad essa aggregati. Nel compimento dell'operazione, Miller rimase ucciso in azione.
Il 6 ottobre 2010 il presidente Barack Obama ha conferito alla famiglia Miller la Medal of Honor postuma durante una cerimonia alla Casa Bianca.